# Friedrich Wilhelm Berger (Politiker)
Friedrich Wilhelm Berger (* 4. April 1844 in Seifersdorf; † 8. August 1911 in Stötteritz) war ein deutscher konservativer Politiker.

## Leben und Wirken
Nach Besuch der Realschule war Berger als landwirtschaftlicher Beamter tätig. Er besaß ein Bauerngut in Seifersdorf bei Geithain, wo er von Januar 1875 bis 1884 als Gemeindevorstand fungierte. 1884 wurde er als Bürgermeister nach Hartenstein berufen, jedoch bereits im Februar 1889 nach als solcher nach Trebsen versetzt. Am 7. Juli 1893 erfolgte seine vorzeitige Wiederwahl bis 1900. Wegen Misshelligkeiten und einer Nervenkrankheit wurde er im November 1899 pensioniert.
Von 1887 bis 1893 vertrat Berger den 37. ländlichen Wahlkreis in der II. Kammer des Sächsischen Landtags.